# イーラム人民革命解放戦線
イーラム人民革命解放戦線（イーラムじんみんかくめいかいほうせんせん、タミル語: ஈழமக்கள் புரட்சிகர விடுதலை முன்னணி, シンハラ語: ඊලාම් ජනතා විප්ලවවාදී විමුක්ති පෙරමුණ, 英語: Eelam People's Revolutionary Liberation Front、略称：EPRLF）は、スリランカのタミル人政党。元武装組織。

## 武力闘争
1980年、イーラム革命学生機構（EROS）からK・パトゥマナバ、ダグラス・デバナンダ、スレッシュ・プレマチャンドラン、ヴァラタラジャ・ペルマルらが脱退してEPRLFが結成された。
1982年にはデバナンダをリーダーとして軍事部門「人民解放軍（PLA）」が結成される。PLAはパレスチナ解放人民戦線から軍事訓練を受けたと考えられている。
1986年初めに意見の相違からランジャン派とダグラス派に分裂。同年後半にはタミル・イーラム解放のトラ（LTTE）から襲撃を受け、大きな被害を出した。これによって多くの幹部が殺害または捕虜となり、保有していた拠点・武器も奪われた。この件についてダグラス・デバナンダが非難を受けた。

1987年、ダグラス派がEPRLFから分離。新たにイーラム国民民主解放戦線（ENDLF）を結成した。ENDLFは後に分裂し、イーラム人民民主党（EPDP）に引き継がれた。

## 政界進出
LTTEに敗れた後にEPRLFは政界進出を決め、当時スリランカ北部と東部を占領していたインド平和維持軍（IPKF）と協力した。
1988年地方選挙で初めて候補者を出し、IPKFの助けも借りて北東部州議会で71議席中41議席を確保した。この結果を受け、12月10日にはヴァラタラジャ・ペルマルが北東部州の初代州首相に就任した。
1989年国会選挙においては、イーラム国民民主解放戦線（ENDLF）、タミル・イーラム解放機構（TELO）、タミル統一解放戦線（TULF）らと協力して候補者を出し、188,593票（3.4%）を集めて政党連合で10議席（うち7議席がEPRLF）を獲得した。
1990年3月1日、ちょうどIPKFが撤退準備をしていた時期にヴァラタラジャ・ペルマルはタミル・イーラムの独立を宣言した。当時の大統領ラナシンハ・プレマダーサはこれに対抗して北東部州議会を解散させ、同州を国の直轄地域とした。これに対し、EPRLFの指導部はインドのマドラス（現チェンナイ）へと逃れた。
同年6月19日、マドラスで行われていたEPRLFの会合をLTTEが急襲し、党首K・パドゥマナバ、国会議員G・ヨガサンガリを含む13名が殺害された。
1997年、政府軍がジャフナ半島を奪還し、EPRLFはジャフナ事務所を再び開設した。1998年には地方議会選挙が実施され、EPRLFは13,140票（14.35%）を集めて11の地方議会で合計25議席を獲得した。
1999年、総書記スレッシュ・プレマチャンドランがLTTEと取引をしたことをきっかけにEPRLFは分裂した。これによってヴァラタラジャ・ペルマル率いる多数派のEPRLF（ヴァラタール派）とスレッシュ・プレマチャンドラン率いる少数派のEPRLF（スレッシュ派）が結成されたが、EPRLFの資産やその名称を使用する権利は少数派のスレッシュ派が引き継いだ。

### スレッシュ派
2001年、スレッシュ派はLTTEの後継政党と共にタミル国民連合（TNA）に参加した。

### ヴァラタール派・パドマナバ派
ヴァラタール派は指導者の殺害後、パドマナバ派に名称を変更し、選挙管理委員会には「パドマナバ・イーラム人民革命解放戦線」という名称で登録した。